# Дзембувко
Дзембувко (пол. Dziembówko, нім. Gertraudenhütte) — село в Польщі, у гміні Качори Пільського повіту Великопольського воєводства.
Населення — 626 осіб (2011).
У 1975-1998 роках село належало до Пільського воєводства.

## Демографія
Демографічна структура станом на 31 березня 2011 року:
|          | Загалом | Допрацездатний вік | Працездатний вік | Постпрацездатний вік |
| -------- | ------- | ------------------ | ---------------- | -------------------- |
| Чоловіки | 302     | 75                 | 207              | 20                   |
| Жінки    | 324     | 78                 | 192              | 54                   |
| Разом    | 626     | 153                | 399              | 74                   |